# Вакка-Берлингиери, Андреа
Андреа Вакка-Берлингиери (итал. Andrea Vaccà Berlinghieri; 3 февраля 1772, Монтефосколи близ Палая, Тоскана, провинции Пиза — 6 сентября 1826, Сан-Джулиано-Терме) — итальянский медик, хирург. Педагог, профессор. Младший брат Леопольдо Вакка Берлингьери (1768—1809) — известного тосканского военного.

## Биография
Сын Франческо Вакка-Берлингиери (ит.), профессора медицины Пизанского университета. В 1787 году вместе с братом отправился в Париж, где под руководством Пьера Жозефа Дезо изучал медицину, а также химию, физику и математику в университетах Парижа и Лондона, посвящая свои силы, главным образом, хирургии. В Лондоне был учеником хирурга Джона Хантера.
В 1791 году вернулся в Пизу, где продолжил изучение медицины и хирургии. В 1799 году вернулся в Париж, где стажировался у Филиппа Жана Пеллетана (1747—1829) и Антуана Дюбуа (1756—1837).
В 1800 году издал свой первый труд «Курс венерических болезней». В том же году был избран профессором хирургии в Пизе, для медицинского факультета которой его вступление составило новую эпоху. Был инициатором создания в Пизе медицинской хирургической школы.
Поддерживал дружбу с анатомом Паоло Масканьи.
Пользовался славой выдающегося практика, и имя его привлекало больных в Пизу из многих стран мира. Он обнародовал целый ряд выдающихся работ и написал несколько руководств, усовершенствовал способы различных хирургических операций.
Во время пребывания в Пизе, писатели Перси Шелли и его жена Мэри Шелли, имели возможность познакомиться и оценить знаменитого врача Вакка-Берлингиери, разделявшего их страсть к архитектуре, поэзии и эзотерике. Знаменитый готический роман Мэри Шелли «Франкенштейн, или Современный Прометей», был написан под впечатлением встреч и знакомства с Андреа Вакка-Берлингиери.

## Избранные труды
- Reflessioni sul trattato di chirurgia del Sig. Begnamino Bell. two volumes. (Pisa, 1793)
- Traité des maladies vénériennes (Paris 1800)
- Mémoire sur la structure du péritoine et ses rapports avec les viscères abdominaux. (Paris, 1800, T. III).
- Storia dell' anevrisma etc. (Pisa, 1803)
- Memoria sopra il metodo di estarre la pietra della vesica orinaria per la via dell' intestine retto. (Pisa, 1821)